# Governo Tambroni

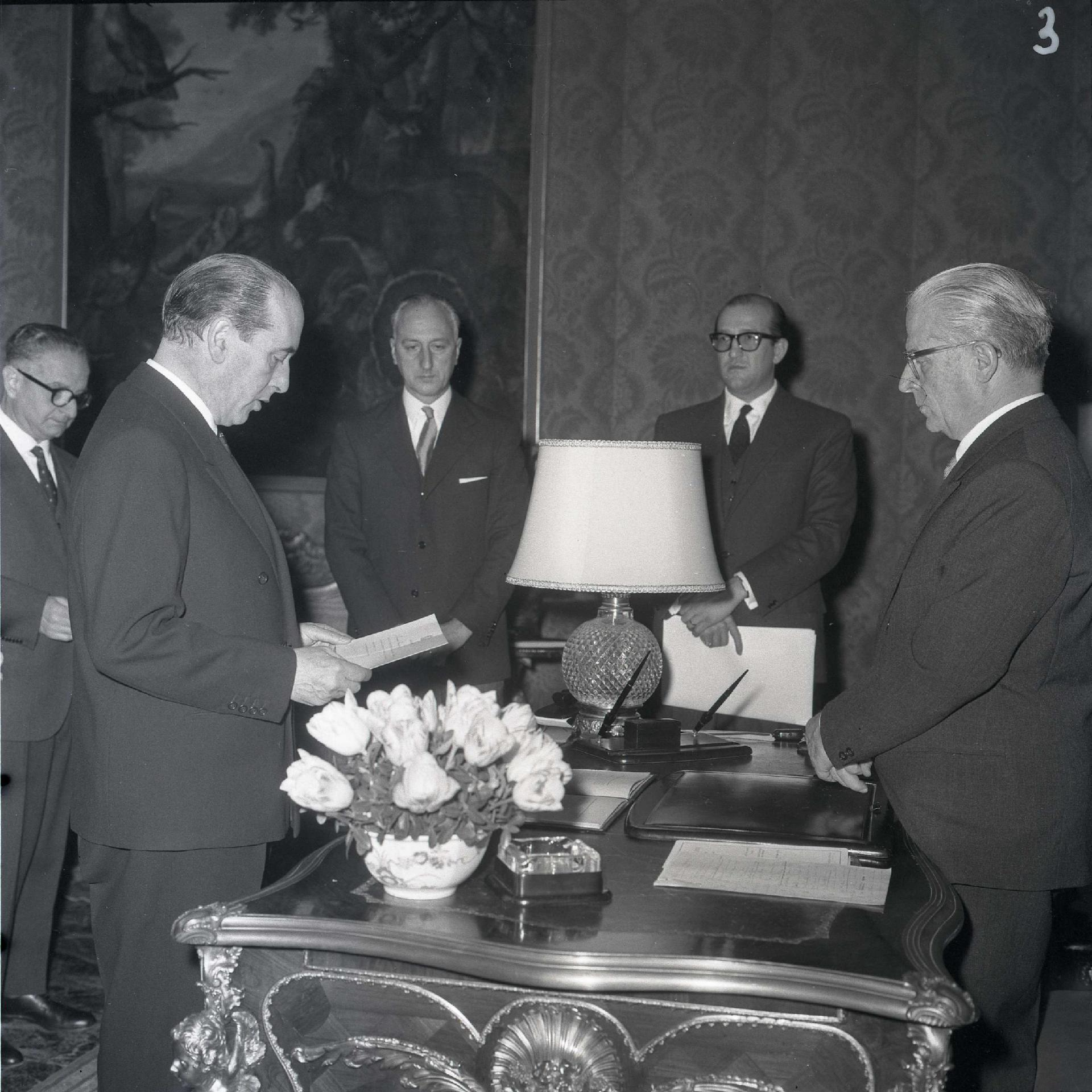
Fernando Tambroni presta giuramento al cospetto del Presidente della Repubblica, Giovanni Gronchi

Il Governo Tambroni è stato il quindicesimo esecutivo della Repubblica Italiana, il terzo della III legislatura.
Il governo rimase in carica dal 26 marzo al 27 luglio 1960, per un totale di 123 giorni, ovvero 4 mesi e 1 giorno.
Ottenne la fiducia alla Camera dei deputati il 4 aprile 1960 con 300 voti favorevoli (DC, monarchici e MSI) e 293 contrari risultando determinanti, per l’unico caso nella storia repubblicana, i voti del MSI per raggiungere la maggioranza.
Ottenne la fiducia al Senato della Repubblica il 29 aprile 1960 con 128 voti favorevoli (DC e MSI) e 110 contrari.

## Storia
Dopo l'infruttuoso tentativo di Antonio Segni, Amintore Fanfani e Giovanni Leone di formare un nuovo governo, il presidente della Repubblica Giovanni Gronchi, il 21 marzo, incarica Fernando Tambroni il quale, senza nuove consultazioni e trattative con i partiti, propone un monocolore DC, suscitando polemiche all'interno del suo partito ma ottenendo l'appoggio del MSI, dei monarchici del PMI, e la contrarietà di tutti i principali partiti, PCI, PSI, PSDI, PLI e PRI.
Il 4 aprile 1960 Tambroni presenta il suo governo monocolore DC al parlamento, ottenendo la fiducia alla Camera l'8 aprile con 300 voti favorevoli (DC, monarchici e MSI) e 293 contrari risultando determinanti, per l’unico caso nella storia repubblicana, i voti del MSI per raggiungere la maggioranza. Il giorno dopo, contrariati dall'appoggio del MSI al governo, si dimettono tre ministri appartenenti alla sinistra democristiana: Sullo, Bo e Pastore, nonché i sottosegretari Biaggi, Pecoraro, Spallino, mentre annunciano la volontà di dimettersi i ministri Zaccagnini, Colombo, Rumor, Martinelli, Gonella, Angelini e Segni; inoltre il direttivo dei deputati del partito chiede le dimissioni del governo e, l'11 aprile, dopo una riunione della direzione della DC, Tambroni si dimette.
Il presidente Gronchi allora riapre le consultazioni e conferisce l'incarico a Fanfani che lavora all'ipotesi di un governo sostenuto da DC, PSDI e PRI con l'astensione del PSI, ottenendo il sostegno del segretario del partito Aldo Moro e dello stesso Gronchi. Pietro Nenni, segretario del PSI, risulta possibilista all'ipotesi che il suo partito si astenga durante il voto di fiducia ponendo alcune condizioni. L'ipotesi di un governo con la partecipazione dei socialisti è fortemente osteggiata dalle correnti di destra e dei dorotei della DC. Nonostante la direzione del partito avesse autorizzato Fanfani a proseguire nelle trattative col PSI, le forti divisioni interne portano alla rinuncia di Fanfani il 22 aprile. Allora Gronchi decide di respingere le dimissioni di Tambroni il quale, avendo già ottenuto la fiducia della Camera, viene invitato dal presidente a presentarsi al Senato per concludere l’iter parlamentare sulla fiducia la quale, il 29 aprile, viene concessa con 128 voti favorevoli (DC, MSI) e 110 contrari (PCI, PSI, PSDI, PLI e PRI).
L'obiettivo politico era quello di superare l'emergenza, attraverso un "governo provvisorio", in grado di consentire lo svolgimento della XVII Olimpiade a Roma e di approvare il bilancio dello Stato entro il termine previsto dalla legislazione dell'epoca, ossia il 15 ottobre.
Numerose furono le manifestazioni in tutta Italia contro l'apertura della DC all'appoggio del MSI al governo. Il congresso nazionale del MSI previsto a Genova per il 2 luglio è causa di uno sciopero il 30 giugno che porta a scontri con la polizia e vari disordini. Seguono altre manifestazioni antifasciste in tutto il paese. Dopo i disordini di Genova, la questura tenta di calmare le acque proponendo al MSI di spostare il congresso a Nervi. Il ministro dell’Interno Spataro risponde alla Camera e al Senato alle interrogazioni parlamentari sui fatti di Genova nelle quali sia Saragat che Nenni propendono per l’apertura della crisi. L'indomani è decisa dal governo la sospensione del congresso e i dirigenti missini decidono per protesta di annullarlo definitivamente.
Durante la votazione del 5 luglio al Senato, il MSI di conseguenza vota contro l'approvazione del bilancio del ministero dell’Interno, facendo mancare la maggioranza. A Roma vengono vietate manifestazioni e comizi e in Sicilia, durante una manifestazione la polizia uccide un giovane. Si continua a manifestare in vari parti d'Italia anche contro l'intervento dei carabinieri che a Roma, con una carica a cavallo, hanno sciolto una manifestazione. Altre manifestazioni con feriti e a Reggio Emilia, durante una manifestazione, vengono uccisi alcuni manifestanti dalla polizia. Il 7 luglio vengono presentate altre interpellanze al governo sui disordini dei giorni precedenti ma continuano le manifestazioni con altri morti e feriti. 
A seguito delle interpellanze sui fatti accaduti a Roma e Reggio Emilia viene convocata per il giorno dopo, il 13 luglio, la Direzione della DC per sollecitare un nuovo governo d'emergenza con l'appoggio del PSI. 
Tambroni replica alle interpellanze il 14 luglio dichiarando che il governo si dimetterà quando i partiti avranno trovato l’accordo per una nuova maggioranza che viene raggiunto il 16 luglio quando viene annunciato la proposta di un governo monocolore DC presieduto da Fanfani e sostenuto con l’appoggio esterno del PSDI, PLI e PRI e l'astensione di PSI e monarchici.
Il tutto mentre in Italia continuano le manifestazioni contro l'appoggio del MSI al governo Tambroni, che si dimette il 19 luglio. Il nuovo Governo Fanfani III si insedia il 27 luglio 1960.

## Composizione del parlamento
Camera dei Deputati
| Partiti | Partiti | Seggi                       |
| ------- | --- | --------------------------- |
|         | Democrazia Cristiana Movimento Sociale Italiano Monarchici Totale Maggioranza | 273 24 4 301                |
|         | Partito Comunista Italiano Partito Socialista Italiano Partito Socialdemocratico Italiano Partito Democratico Italiano di Unità Monarchica Partito Liberale Italiano Partito Repubblicano Italiano Südtiroler Volkspartei Union Valdôtaine Movimento Comunità Totale Opposizione | 140 84 22 21 17 6 3 1 1 295 |
| Totale  | Totale | 596                         |

Senato della Repubblica
| Partiti | Partiti | Seggi               |
| ------- | --- | ------------------- |
|         | Democrazia Cristiana Movimento Sociale Italiano Totale Maggioranza | 123 8 131           |
|         | Partito Comunista Italiano Partito Socialista Italiano Partito Democratico Italiano di Unità Monarchica Partito Socialdemocratico Italiano Partito Liberale Italiano Südtiroler Volkspartei Gruppo misto Totale Opposizione | 60 36 7 5 4 2 1 115 |
| Totale  | Totale | 246                 |

## Compagine di governo

### Appartenenza politica
- Democrazia Cristiana

### Provenienza geografica
La provenienza geografica dei membri del Consiglio dei ministri si può così riassumere:
| Regione               | Presidente | Ministri | Sottosegretari | Totale |
| --------------------- | ---------- | -------- | -------------- | ------ |
| Marche                | 1          | -        | 1              | 2      |
| Lazio                 | -          | 3        | 3              | 6      |
| Sicilia               | -          | -        | 6              | 6      |
| Campania              | -          | 1        | 4              | 5      |
| Veneto                | -          | 3        | 1              | 4      |
| Sardegna              | -          | 2        | 2              | 4      |
| Toscana               | -          | 2        | 2              | 4      |
| Piemonte              | -          | -        | 4              | 4      |
| Emilia-Romagna        | -          | 2        | 1              | 3      |
| Abruzzo               | -          | -        | 3              | 3      |
| Puglia                | -          | -        | 3              | 3      |
| Lombardia             | -          | 2        | -              | 2      |
| Liguria               | -          | 1        | 1              | 2      |
| Calabria              | -          | -        | 2              | 2      |
| Friuli-Venezia Giulia | -          | -        | 2              | 2      |
| Umbria                | -          | -        | 2              | 2      |
| Basilicata            | -          | 1        | -              | 1      |

## Composizione
| Carica                                 | Titolare                              | Titolare                                                      | Titolare                                        | Sottosegretari                                                                                    |
| Presidenza del Consiglio dei ministri  | Presidenza del Consiglio dei ministri | Presidenza del Consiglio dei ministri                         | Presidenza del Consiglio dei ministri           | Sottosegretario di Stato alla Presidenza del Consiglio                                            |
| -------------------------------------- | ------------------------------------- | ------------------------------------------------------------- | ----------------------------------------------- | ------------------------------------------------------------------------------------------------- |
| Presidente del Consiglio dei ministri  |                                       |                                                               | Fernando Tambroni Armaroli (DC)                 | - Alberto Folchi (DC) - Gustavo De Meo (DC) - Renato Tozzi Condivi (DC)                           |
| Ministri senza portafoglio             |                                       |                                                               |                                                 |                                                                                                   |
| Riforma della Pubblica Amministrazione |                                       |                                                               | Giorgio Bo (DC) (fino all'11 aprile 1960)       | Giorgio Bo (DC) (fino all'11 aprile 1960)                                                         |
| Cassa del Mezzogiorno                  |                                       |                                                               | Giulio Pastore (DC) (fino all'11 aprile 1960)   | Giulio Pastore (DC) (fino all'11 aprile 1960)                                                     |
| Rapporti con il Parlamento             |                                       |                                                               | Armando Angelini (DC)                           | Armando Angelini (DC)                                                                             |
| Ministero                              | Ministri                              | Ministri                                                      | Ministri                                        | Sottosegretari di Stato                                                                           |
| Affari esteri                          |                                       |                                                               | Antonio Segni (DC)                              | - Ferdinando Storchi (DC) - Carlo Russo (DC)                                                      |
| Interni                                |                                       |                                                               | Giuseppe Spataro (DC)                           | - Guido Bisori (DC) - Oscar Luigi Scalfaro (DC)                                                   |
| Bilancio                               |                                       |                                                               | Fernando Tambroni Armaroli (DC)                 | - Angelo De Luca (DC)                                                                             |
| Finanze                                |                                       |                                                               | Giuseppe Trabucchi (DC)                         | - Michele Troisi (DC) - Giacomo Piola (DC)                                                        |
| Tesoro                                 |                                       |                                                               | Paolo Emilio Taviani (DC)                       | - Lorenzo Natali (DC) - Guglielmo Schiratti (DC) - Alfonso De Giovine (DC) - Alfonso Tesauro (DC) |
| Grazia e Giustizia                     |                                       |                                                               | Guido Gonella (DC)                              | - Lorenzo Spallino (DC)                                                                           |
| Difesa                                 |                                       |                                                               | Giulio Andreotti (DC)                           | - Giovanni Bovetti (DC) - Enrico Roselli (DC) - Alfredo Amatucci (DC)                             |
| Industria e Commercio                  |                                       |                                                               | Emilio Colombo (DC)                             | - Nullo Biaggi (DC) (fino al 24 giugno 1960) - Filippo Micheli (DC)                               |
| Commercio con l'Estero                 |                                       |                                                               | Mario Martinelli (DC)                           | - Antonio Pecoraro (DC)                                                                           |
| Agricoltura e Foreste                  |                                       |                                                               | Mariano Rumor (DC)                              | - Giuseppe Salari (DC) - Giacomo Sedati (DC)                                                      |
| Lavori Pubblici                        |                                       |                                                               | Giuseppe Togni (DC)                             | - Tommaso Spasari (DC) - Crescenzo Mazza (DC)                                                     |
| Lavoro e Previdenza Sociale            |                                       |                                                               | Benigno Zaccagnini (DC)                         | - Salvatore Mannironi (DC) - Cristoforo Pezzini (DC)                                              |
| Trasporti                              |                                       |                                                               | Fiorentino Sullo (DC) (fino all'11 aprile 1960) | - Calogero Volpe (DC) - Salvatore Foderaro (DC)                                                   |
| Trasporti                              |                                       | Mario Ferrari Aggradi (DC) (ad interim) (dall'11 aprile 1960) |                                                 | - Calogero Volpe (DC) - Salvatore Foderaro (DC)                                                   |
| Marina Mercantile                      |                                       |                                                               | Angelo Raffaele Jervolino (DC)                  | - Francesco Turnaturi (DC)                                                                        |
| Poste e Telecomunicazioni              |                                       |                                                               | Antonio Maxia (DC)                              | - Remo Gaspari (DC) - Augusto Fanelli (DC)                                                        |
| Pubblica Istruzione                    |                                       |                                                               | Giuseppe Medici (DC)                            | - Angelo Di Rocco (DC) - Maria Badaloni (DC)                                                      |
| Partecipazioni statali                 |                                       |                                                               | Mario Ferrari Aggradi (DC)                      | - Giuseppe Garlato (DC)                                                                           |
| Sanità                                 |                                       |                                                               | Camillo Giardina (DC)                           | - Angela Gotelli (DC)                                                                             |
| Turismo e Spettacolo                   |                                       |                                                               | Umberto Tupini (DC)                             | - Domenico Magrì (DC) - Gabriele Semeraro (DC)                                                    |

## Cronologia
- Salvo diversa indicazione le notizie sono riprese dal sito della repubblica.it

### 1960
- 27 febbraio-5 marzo: a seguito delle dimissioni del governo di Antonio Segni il capo dello stato avvia le consultazioni. La maggioranza dei gruppi parlamentari della DC designa per l’incarico Segni, Piccioni, Scelba e Gonella, una minoranza indica Fanfani e Tambroni. I dorotei si uniscono col MSI e il PDI per un reincarico di Antonio Segni, il PLI punta su Mario Scelba. Il PSDI punta su un capo del governo intenzionato a varare entro breve tempo l'ordinamento regionale. I socialisti chiedono anche la riforma della scuola media e la nazionalizzazione dell'energia elettrica. A causa delle posizioni contrastanti dei partiti Giovanni Gronchi conferisce un mandato esplorativo al presidente della Camera Giovanni Leone.
Negli stessi giorni si svolge il congresso nazionale del PRI: prevale con il 55,47% la corrente di Ugo La Malfa e Oronzo Reale, favorevole a un governo di centro–sinistra con l’astensione del PSI. Per una soluzione centrista si pronuncia la corrente che fa capo a Randolfo Pacciardi, 43,20%, mentre la sinistra del partito, contraria alla partecipazione al governo, raccoglie l’1,3%.[19]
- 9 marzo: terminata la missione esplorativa il senatore Attilio Piccioni, in testa alle indicazioni dei partiti, rifiuta l'incarico. L'incarico viene quindi conferito a Antonio Segni, che accetta con riserva.
- 12 marzo: concluse le consultazioni la DC si dichiara intenzionata a costituire un esecutivo di centro-sinistra con PSDI e PRI. Segni ritiene che si possa dar luogo all'ordinamento regionale limitandone alcune prerogative legislative e decentrando diversi poteri a comuni e province, in modo da evitare la creazione di centri di potere burocratico; il PSI rifiuta la proposta. A destra liberali, monarchici e missini insistono per una riedizione della precedente alleanza per salvaguardare la necessità di un governo anticomunista. Il PSDI insiste per un accordo col PSI che consenta a Pietro Nenni di astenersi sui voti di fiducia.
- 19 marzo: direzione nazionale PRI: Oronzo Reale confermato segretario del partito, Ugo La Malfa alla direzione della Voce Repubblicana. L’esecutivo nazionale è composto da Reale, La Malfa, Bruno Visentini e Macrelli. Il documento conclusivo autorizza il segretario a proseguire la trattativa con la DC.
- 21 marzo: con una decisione personale, che sorprende i rappresentanti dei partiti in procinto di partecipare all'ennesima riunione sul programma, Segni si reca dal capo dello Stato per rinunciare all'incarico. Motiva la decisione con la mancanza di una maggioranza precostituita che possa affrontare senza insidie il voto parlamentare. Giovanni Gronchi decide di non ripetere le consultazioni ed offre l'incarico per un gabinetto di transizione dapprima ad Aldo Moro, quindi a Giovanni Leone. Dopo il rifiuto di entrambi l'incarico viene offerto a Fernando Tambroni, uomo di fiducia del presidente e ministro del bilancio uscente, che accetta di formare un monocolore democristiano che traghetti il Parlamento fino alla completa approvazione dei bilanci.[20]
- 26 marzo: dopo le consultazioni di rito Tambroni presenta la lista dei ministri, nella quale - rileva da subito la stampa - sono rappresentate tutte le correnti interne della DC, condizione imprescindibile per scongiurare l'insidia dei franchi tiratori. Nello stesso giorno Tambroni e i ministri giurano nelle mani del capo dello Stato. L'esecutivo è a maggioranza non precostituita e nelle intenzioni del suo capo dovrebbe ottenere i voti in Parlamento attraverso un'opera di seduzione dei singoli partiti sul programma.[21]
- 4 aprile: Tambroni presenta il nuovo governo ai due rami del Parlamento e assicura che l'esecutivo ha un carattere puramente amministrativo, legato agli adempimenti costituzionali di autunno.

- 4-8 aprile: alla Camera si svolge la discussione sulle comunicazioni del governo. L’8 aprile è approvata la mozione presentata da Migliori (DC): 300 voti a favore e 293 contrari. Votano a favore della mozione i deputati della DC e del MSI, contrari PSI, PSDI, PRI, PLI, PDI, SVP e minoranze. Tambroni mette a disposizione del partito il suo mandato.

- 9-12 aprile: per protesta contro l’appoggio determinante del MSI al governo si dimettono i ministri della DC Fiorentino Sullo e Giorgio Bo, i sottosegretari Antonio Pecoraro, Lorenzo Spallino e Giulio Pastore. Annunciano la volontà di rimettere il loro incarico i ministri Benigno Zaccagnini, Emilio Colombo, Mariano Rumor, Mario Martinelli, Guido Gonella, Armando Angelini e Antonio Segni. Il direttivo dei deputati della DC si pronuncia per le immediate dimissioni del governo, richiesta cui si associano tutti i partiti. Aldo Moro convoca una riunione straordinaria della direzione nazionale del partito per il 12 aprile: al termine di una lunga seduta, che la stampa definisce unanimemente tempestosa, Tambroni viene invitato a dimettersi non tanto per l'appoggio ricevuto dal MSI quanto per il significato politico che il dibattito parlamentare ha voluto attribuire ad un appoggio parlamentare che ha riguardato gli ultimi governi.
Nel pomeriggio del 12 aprile, riunito velocemente il Consiglio dei Ministri, Tambroni si reca da Gronchi per presentare le dimissioni.

- 14-22 aprile: il presidente della Repubblica, sbrigate delle veloci consultazioni, assegna l’incarico a Amintore Fanfani, che lavora all’ipotesi un governo DC-PSDI-PRI con l’astensione del PSI. Su questa linea ha l’appoggio del segretario del partito Aldo Moro, di Luigi Gui e di Attilio Piccioni e dello stesso presidente della Repubblica Giovanni Gronchi. Pietro Nenni, nell’incontro del 16 aprile, pone alcune condizioni programmatiche, soddisfatte le quali non esclude l’astensione del gruppo socialista. L’ipotesi di un centro-sinistra aperto ai socialisti è tuttavia osteggiata dalla destra DC (Giulio Andreotti, Carmine De Martino, Oscar Luigi Scalfaro, Mario Scelba) e da buona parte dei dorotei. Quando la direzione nazionale del partito, il 21 aprile, autorizza Fanfani a proseguire le trattative per il centro-sinistra l'opposizione interna chiede la convocazione dell'assemblea congiunta dei gruppi parlamentari per rovesciare la decisione. Di fronte alla netta divisione del partito, che rispecchia la divisione tra sinistra e destra dell'ultimo congresso, Fanfani rimette il mandato.

- 23-29 aprile: fallito il tentativo di Fanfani e non avendo altra alternativa che lo scioglimento delle camere in prossimità della sessione di bilancio, Gronchi rinvia Tambroni in Parlamento per chiedere la fiducia del Senato sulla base di un mandato a tempo limitato all'approvazione dei bilanci e alla piena presenza dell'Italia nelle sedi internazionali di imminente scadenza. Assolti i suoi limitati compiti il governo si presenterà al Parlamento per le opportune decisioni, ed intanto i partiti avranno chiarito le proprie posizioni. I ministri dimissionari ritirano intanto la richiesta di dimissioni. Il governo ottiene la fiducia con 128 voti a favore, 110 contrari secondo lo schema già visto alla Camera. Respinta una pregiudiziale di Umberto Terracini sulla necessità che l'esecutivo si ripresenti alla Camera in quanto andato incontro a modifiche di programma.
I senatori del MSI entrano in aula solo dopo la commemorazione ufficiale dell'anniversario della liberazione. Nel corso della seduta scoppiano tafferugli tra i senatori del PSI e del MSI: a provocarla è il riferimento del senatore socialista Gaetano Barbareschi alle stragi nazi-fasciste durante il periodo della RSI.
- 22 aprile: dopo una serie di piccole scaramucce, apparentemente isolate tra loro, scoppiano violenti scontri tra la popolazione di Livorno e i paracadutisti della Folgore di stanza ad Ardenza. Parte della stampa li attribuisce ad un'azione politica del PCI, che ha già guidato la sobillazione della città contro le truppe del patto atlantico stanziate nel porto cittadino. Nel corso della giornata si contano un ufficiale accoltellato, dieci persone ferite e lo sgombero delle strade da parte della polizia, che ha stretto d'assedio la città con lacrimogeni e idranti.[22]
- 29 aprile: direzione nazionale DC: il partito assicura pieno sostegno a Fernando Tambroni al di là di ogni scelta politica. L'assise sottolinea che il primo dovere del partito di maggioranza è dare un governo al Paese, anche se amministrativo e a tempo limitato. La decisione definitiva sul da farsi è rinviata al Consiglio Nazionale, che deve riunirsi entro venti giorni dalla chiusura della crisi di governo.[23]
- 1º maggio: Giuseppe Saragat ripropone la questione della democraticità del PSI invitandolo a rompere definitivamente i rapporti con il PCI. Replica polemica di Pietro Nenni, che rivendica la piena autonomia del partito e conferma i rapporti unitari a sinistra nelle amministrazioni locali e nel sindacato.
- 5 maggio: nella prima seduta della Camera dopo il voto di fiducia del Senato il PSDI, a nome di tutte le opposizioni, presenta la richiesta di un nuovo voto di fiducia per il governo, dato che il precedente è stato invalidato dalle dimissioni dell'esecutivo. Il presidente della camera, Giovanni Leone, la respinge.
- 9 maggio: l'arcivescovo di Bari caccia il sindaco socialista e gli assessori del PCI e del PSI da un corteo cittadino in onore di San Nicola, protettore della città. L'Osservatore Romano sostiene che l'arcivescovo ha fatto il suo dovere.
- 12 maggio: direzione nazionale DC: Giulio Andreotti, leader della corrente di destra Primavera, ritiene indispensabile la convocazione di un congresso straordinario che faccia chiarezza verso l'elettorato del partito, in particolare quello cattolico. Carlo Donat-Cattin, a nome dei sindacalisti di Rinnovamento, chiede chiarezza sui modi e i tempi di attuazione del centro-sinistra ed annuncia una posizione autonoma all'imminente consiglio nazionale. Arnaldo Forlani, a nome di Fanfani, annuncia che la sua corrente sosterrà il segretario Aldo Moro solo se la linea ufficiale del partito sarà per l'apertura a sinistra.
- 14 maggio: comitato centrale del MSI: il VI Congresso nazionale del partito è convocato a Genova per il 2-4 luglio.
- 14-16 maggio: al primo consiglio nazionale dopo la riunificazione tra Partito Nazionale Monarchico e Partito Monarchico Popolare la minoranza del riunito Partito Democratico Italiano di Unità Monarchica dà vita al Partito monarchico italiano. La scissione è guidata dal parlamentare avellinese Emilio Patrissi, che giudica troppo appiattita agli interessi del PLI di Giovanni Malagodi l'azione del segretario nazionale Alfredo Covelli. Prendono parte al nuovo partito Giancarlo Alliata di Montereale e Antonio Cremisini[24]
- 15 maggio: il Consiglio dei Ministri delibera la riduzione dei prezzi della benzina, dello zucchero, delle banane e del gasolio. Per far fronte alla spesa degli aumenti ai postelegrafonici viene aumentata di cinque lire l'affrancatura per le lettere ordinarie. In vista della fine dell'amministrazione fiduciaria della Somalia è istituita l'ambasciata italiana a Mogadiscio. Annunciate per una domenica di ottobre da fissare le elezioni amministrative.
- 17 maggio: l'Osservatore Romano pubblica la nota "Punti fermi", in cui si afferma il principio che i cattolici in politica debbono obbedienza alle gerarchie ecclesiastiche. Forti proteste del PSDI e del PRI, che parlano di cancro ed invadenza clericale.[24]
- 21-28 maggio: consiglio nazionale DC: al termine di una estenuante assise, durata sette giorni, viene approvata una mozione unitaria che conferisce piena fiducia a Aldo Moro e ribadisce la natura centrista del partito. Approvate la gestione della crisi di governo e il sostegno al gabinetto amministrativo di Fernando Tambroni.
- 29-30 maggio: comitato centrale PSI: 44 parlamentari della sinistra inviano una lettera in cui dissentono dalla linea di Nenni. Contrasti sulla impostazione del segretario sui rapporti con la DC. Per la sinistra possibile solo con una ampia lotta di massa. La mozione di maggioranza è approvata con 45 voti, quella della sinistra (carristi) ottiene 26 voti, quella di Lelio Basso (autonomisti) 7 voti.
- 2 giugno: in due lettere pastorali lette nelle rispettive diocesi di Palermo e Milano i cardinali Ernesto Ruffini e Giovanni Battista Montini riprendono i temi della nota Punti fermi e fanno appello ai cattolici affinché respingano la propaganda lusinghiera di comunisti e socialisti in materia sociale.
- 3 giugno: parlando alla Camera sul bilancio dello Stato Tambroni afferma che il reddito reale è cresciuto del 6,6%, la produzione industriale del 16%.
- 6 giugno: Camera e Senato iniziano l'esame dei bilanci. Il governo si riserva di presentare a necessità il disegno di legge sull'esercizio provvisorio entro il 31 luglio.[25]
- 8-9 giugno: il ministro degli interni Spataro, annuncia che le elezioni amministrative si svolgeranno il 23 ottobre e comprenderanno 6.786 comuni e 77 consigli provinciali.
Voci non confermate sostengono che Amintore Fanfani avrebbe chiesto al PLI di concedere l’astensione a un governo di centro-sinistra DC, PSDI, PRI. Lo stesso Fanfani e Giuseppe Saragat definiscono la notizia una manovra filo-centrista.
In vista delle elezioni l'on. Aldo Bozzi annuncia che il PLI si presenterà con liste autonome e che considererà i risultati una verifica dei risultati delle politiche del 1958. Achille Lauro annuncia di voler correre nuovamente per la carica di Sindaco di Napoli.[26]
- 13 giugno: nel PSI si accentuano le divisioni per la linea politica di apertura di Pietro Nenni verso la DC. La minoranza filocomunista dei carristi ritengono che il segretario nazionale stia volutamente ignorando le lotte politiche italiane e mondiali del movimento anti-imperialista e operaio. Il valore dell'anticomunismo, secondo la minoranza, si traduce in un appoggio alle politiche confessionali e filo-capitalistiche del binomio DC-PSI.[27]
- 20 giugno: il ministro degli interni, Giuseppe Spataro, annuncia a Napoli una riforma dell'ordinamento comunale e provinciale per l'attenuazione dell'ingerenza governativa negli enti locali. Angelo Salizzoni annuncia la necessità di portare al più presto l'approvazione della modifica in senso proporzionale della legge elettorale provinciale, voluta fortemente dal PSI per potersi elettoralmente distaccare dal PCI.
- 25 giugno: Consiglio dei Ministri: approvata la soppressione dell'imposta sul bestiame dal 1º gennaio 1961.
Primi disordini a Genova contro il congresso del MSI. Una manifestazione non autorizzata di militanti comunisti è dispersa da polizia e carabinieri. I manifestanti si riuniscono a poca distanza ed iniziano una sassaiola contro le forze dell'ordine, che reagiscono caricando e sparando lacrimogeni. Arturo Michelini si appella al governo per il ristabilimento dell'ordine in città in vista dell'assise.
- 28 giugno: Sandro Pertini parla a Genova contro lo svolgimento del Congresso del MSI ad una manifestazione antifascista che si sposta poi al ponte monumentale, a cinquanta metri dal teatro Margherita destinato ad ospitare il congresso; viene annunciata una guardia d'onore ininterrotta del sacrario partigiano con uomini e gonfaloni delle varie città del nord distintesi nella lotta di liberazione.
L'associazione degli industriali denuncia alla Camera del Lavoro di Genova l'illegittimità degli scioperi di natura politica, come più volte è stato sentenziato dalla magistratura.

- 29 giugno: sciopero generale a Genova contro il Congresso del MSI. Dopo un imponente corteo cariche della polizia e scontri. Bombe lacrimogene, automezzi delle forze dell’ordine dati alle fiamme. Feriti sei cittadini, centonove tra le forze dell'ordine, quasi settanta arresti.

- 1-3 luglio: Il PCI chiede le dimissioni del governo Tambroni.
Il MSI, dopo le prime dichiarazioni di ritiro dell’appoggio al governo, esita a prendere una effettiva decisione. A Genova è intanto vietato un comizio antifascista di Ferruccio Parri. Indetto per il 3 luglio un convegno delle forze antifasciste per chiedere lo scioglimento del MSI.
Tambroni si incontra con Giovanni Gronchi e Aldo Moro per esaminare la situazione politica. PSI e PSDI chiedono l'apertura della crisi.
Il prefetto di Genova, non potendo garantire la piena protezione del teatro Margherita, propone lo spostamento del congresso a Genova Nervi. Al rifiuto del partito l'evento è definitivamente vietato: la PS si incarica di scortare i delegati missini giunti a Genova alla stazione e all'aeroporto.[28]
- 3 luglio: in un editoriale, il Secolo d'Italia scrive che con l'annullamento del congresso il vero sconfitto è lo Stato democratico, costretto ad arrendersi alla piazza e alla sedizione, e con lo Stato la Costituzione e le libertà democratiche. Alla Camera, dove si discute il bilancio del Ministero degli Interni, Franz Turchi e Pino Romualdi esprimono opinioni contrastanti sull'appoggio parlamentare al governo: per Romualdi non si può sostenere un governo che permette ai partiti di sinistra di dominare la piazza e colpire le forze dell'ordine. Dalla riunione dell'esecutivo nazionale il MSI esce diviso: per Giorgio Almirante sostenere ancora il governo significherebbe perdere la faccia di fronte agli elettori. Turchi ritiene invece che farlo cadere fa il gioco del PCI.[29]
- 5 luglio: parlando al Senato sul bilancio del proprio ministero Giuseppe Spataro, ministro degli interni, dichiara che il PCI ha approfittato della convocazione del congresso del MSI a Genova per sfruttare il legittimo sentimento antifascista della popolazione e indirizzarlo non solo contro il Governo, ma anche contro lo Stato e le libertà democratiche che garantisce. Insorgono i senatori di PCI e PSI: il presidente Cesare Merzagora è costretto a sospendere la seduta dopo un vivo e prolungato tumulto con tentativi di aggressione al banco del Governo. Ripresa poi la seduta il bilancio è approvato nonostante l'assenza del gruppo missino.
- 6 luglio: nonostante il divieto della Prefettura una delegazione di parlamentari della sinistra si presenta alle 19 a Porta San Paolo per deporre una corona di alloro alla lapide dei caduti per la difesa di Roma. Squadre di carabinieri a cavallo e idranti entrano in azione per disperdere i manifestanti che li hanno accompagnati, dando origine ad una guerriglia urbana che si estende fin nel cuore di Testaccio, dove un centinaio di comunisti sono snidati da un mercato coperto attraverso l'uso di lacrimogeni.
- 7 luglio: a Reggio Emilia, durante una manifestazione contro le cariche dei carabinieri a Roma sono uccisi dalla polizia Lauro Farioli, operaio di 22 anni, Ovidio Franchi, operaio di 19 anni, Marino Serri, pastore di 41 anni, Afro Tondelli, operaio di 36 anni, e Emilio Reverberi, operaio di 39 anni. Sono sparati 182 colpi di mitra, 14 di moschetto e 39 di pistola.
- 8 luglio: il presidente del Senato Cesare Merzagora propone una tregua di quindici giorni tra le forze dell’ordine e le organizzazioni protagoniste della protesta antifascista. Favorevoli alla proposta il PCI e il PSI, riserve della direzione DC, contrari il PLI, il PDI e il MSI. Sciopero generale in tutta Italia indetto dalla CGIL, non aderisce la CISL. In Sicilia la polizia spara contro i dimostranti antifascisti: due morti a Palermo e uno a Catania
- 9 luglio: Reggio Emilia si svolgono i funerali delle cinque vittime degli scontri del 7 luglio. Presenti Palmiro Togliatti, Ferruccio Parri, Mauro Scoccimarro, le delegazioni del PCI, PSI e del PSDI, esponenti della Resistenza, delle forze antifasciste. In vista del dibattito parlamentare sulla situazione politica 25 parlamentari DC riuniti sotto la presidenza di Pella si pronunciano per la difesa del governo Tambroni. Al contrario la sinistra DC chiede un immediato mutamento della formula politica e sollecita un’apertura a sinistra.
- 9 luglio: si riunisce in assemblea pubblica il Consiglio della Resistenza che chiede le dimissioni del governo DC-MSI di Tambroni. Annunciata una proposta di legge per lo scioglimento del MSI. A Palermo alla presenza di Agostino Novella, segretario della CGIL, di Luigi Longo e di una ampia rappresentanza di parlamentari e dirigenti sindacali delle sinistre si svolgono i funerali delle vittime degli scontri con la polizia. Iniziative in molte altre città, fra cui Torino e l’assemblea degli eletti emiliani a Reggio Emilia conclusa da Pietro Ingrao.
- 11 luglio: in vista del dibattito sui fatti di Reggio Emilia e sulla situazione politica che si svolgerà il giorno dopo alla Camera si riunisce la Direzione DC. La discussione è animata. Si confrontano le varie posizioni. Di fatto si rinvia ogni decisione politica. Punto di compromesso: un poco convinto sostegno all’operato del governo di fronte ai «disordini». L’Unità del 12 luglio denuncia con una sequenza fotografica come la polizia, a Reggio Emilia, abbia sparato a freddo sui dimostranti. Riporta inoltre la notizia di giovani di Genazzano, in provincia di Roma, torturati dai carabinieri per aver scritto sui muri Abbasso Tambroni.
- 12 luglio: alla Camera discussione sulle interpellanze sui fatti accaduti a Roma e Reggio Emilia. Intervengono Pietro Nenni, Giuseppe Saragat, Giovanni Malagodi, Palmiro Togliatti. Terminata la seduta è diffusa la notizia che è convocata per la mattina del giorno dopo (13 luglio) la Direzione della DC. La convocazione è stata richiesta dalla sinistra DC per sollecitare un governo di centro-sinistra aperto al PSI.
- 13 luglio: si riunisce la Direzione della DC per esaminare le proposte di Saragat e Malagodi di un appoggio dei loro partiti ad un governo d’emergenza. L’orientamento che prevale, nonostante le riserve di Tambroni, è la disponibilità ad un governo con l’appoggio dei partiti minori di centro (PLI-PSDI-PRI). Disponibilità che viene esplicitata da Luigi Gui, capogruppo DC, nel suo intervento nel dibattito alla Camera. A Montecitorio i parlamentari comunisti e socialisti di Reggio Emilia, in una conferenza stampa, presentano un nastro registrato da un cittadino in cui si documenta la premeditazione da parte della polizia e dei carabinieri sull'uso delle armi da fuoco. Ferruccio Parri presenta al Senato una proposta di legge per lo scioglimento del MSI cui la maggioranza nega il carattere d’urgenza.
- 16 luglio: mentre continuano le manifestazioni antifasciste in tutta Italia viene raggiunto l’accordo per un governo monocolore DC presieduto da Amintore Fanfani e sostenuto dall'appoggio esterno di PLI, PSDI e PRI. Da una battuta di Aldo Moro l'esecutivo viene definito delle convergenze democratiche. MSI e monarchici accusano il PLI di aver capitolato alle esigenze di un centro-sinistra cui non prenderà parte.
Il MSI presenta una proposta di legge per istituire una commissione parlamentare d'inchiesta sull'operato del PCI.
La DC manterrà la fiducia all'esecutivo Tambroni fino alla presentazione di un diverso esecutivo.
- 17-19 luglio: con la piena approvazione delle convergenze democratiche tra la DC e PSDI, PRI e PLI Tambroni riunisce il Consiglio dei Ministri. Preso atto della formazione di una nuova maggioranza il Presidente del Consiglio onora l'impegno assunto davanti al Parlamento e si reca dal capo dello Stato per presentare le dimissioni[30].